# Дерусифікація в Україні
Дерусифікація в Україні — процес позбавлення від наслідків колоніального минулого, який розпочався в часи розпаду Російської імперії, але був перерваний, частково відбувся під час проведення політики коренізації, але був знову перерваний й врешті відновився лише після розпаду СРСР та стихійно активізувався під час ленінопаду в період Євромайдану й подальшого системного процесу декомунізації. Основним поштовхом до пожвавлення процесу також стала російська збройна агресія 2014 року.
Процес відбувається в перейменуванні топонімів, названих на честь російських державних та культурних діячів, або таких, що є росіянізмами, чи таких, що відображають російський світогляд або пов'язані з Росією. Також частиною процесу є демонтаж об'єктів колоніального минулого (таблички, покажчики, пам'ятники, бюсти, панно тощо).
21 березня 2023 року Верховна Рада України ухвалила Закон України «Про засудження та заборону пропаганди російської імперської політики в Україні і деколонізацію топонімії», яка активно розпочалася в Україні з початку широкомасштабного вторгнення. 21 квітня 2023 року Президент України Володимир Зеленський підписав закон про деколонізацію.

## Історія

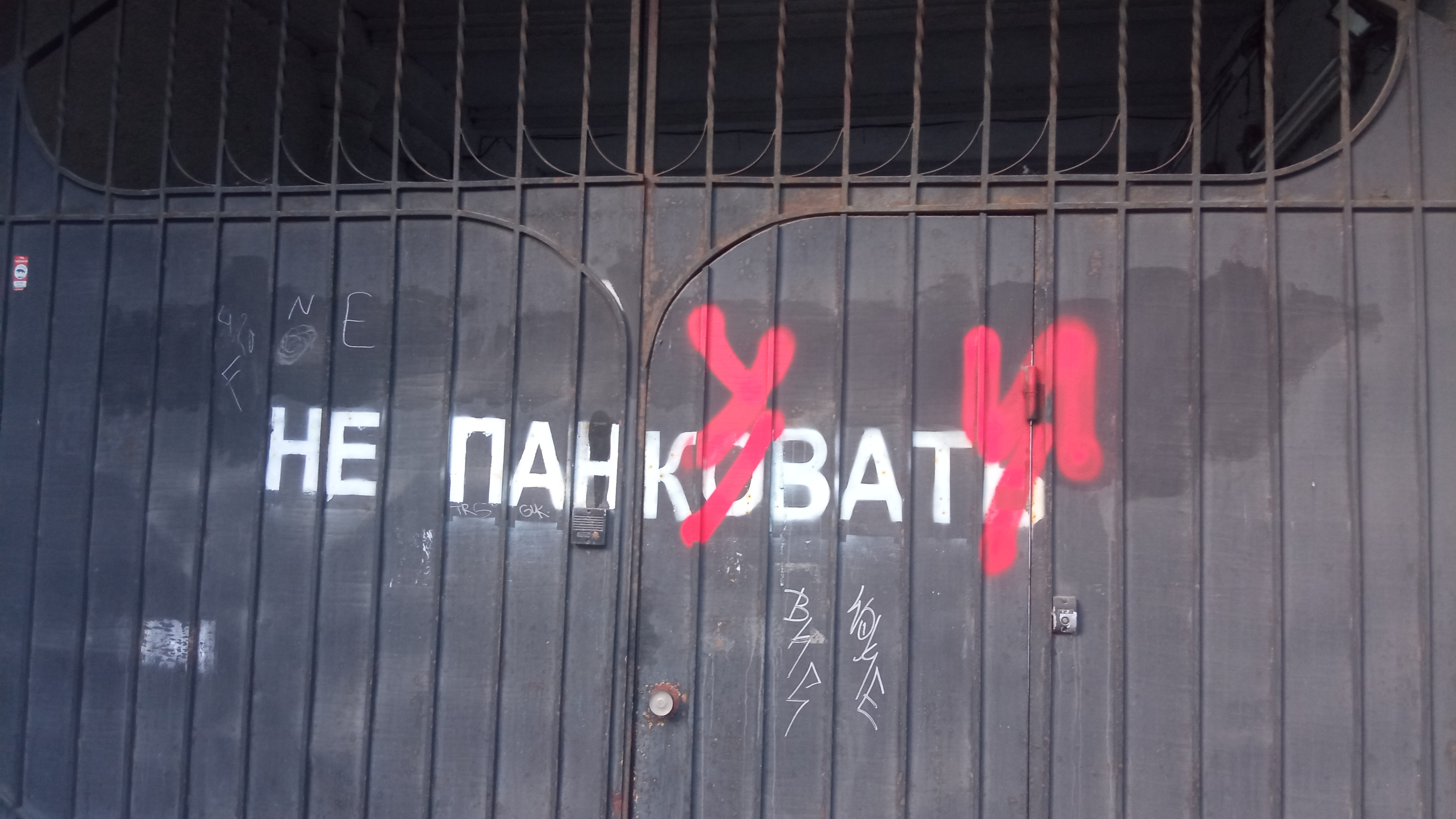
Зміна графіті в Києві з російського на український правопис.

Процес в сучасній Україні розпочався з розпадом СРСР, але оскільки питання декомунізації виявилося набагато більшою проблемою, дерусифікації приділялося порівняно мало уваги. Обидва процеси спочатку відбувалися переважно стихійно. Системні зрушення, зокрема у питанні декомунізації, не дивлячись на тимчасову заборону Комуністичної партії України в 1991—1993 роках, почалися лише після перемоги Революції гідності та засудження комунізму на державному рівні в 2015 році. Оскільки процес декомунізації в Україні досяг значного прогресу до 2022 року, після початку російського вторгнення в Україну 2022 року намітився певний прогрес і у питанні дерусифікації.
На тлі російського вторгнення в Україну у 2022 році в Україні активізувалися процеси дерусифікації. У містах і селах зносили радянсько-російські пам'ятники. Під дерусифікацію підпадали також і назви вулиць, пов'язані з Росією. Зміни відбулися у Львові, Дніпрі, Києві та Харкові. В свою чергу, Івано-Франківськ став першим містом в Україні, яке повністю звільнилося від російських топонімів.
21 квітня 2022 року секретар РНБО України Олексій Данілов заявив, що тотальна дерусифікація бізнесу, політики та багатьох сфер українського життя неминуча: «у нас тут не залишиться нічого російського».
Міністр культури та інформаційної політики Олександр Ткаченко вважав, що дерусифікація України відбудеться природним шляхом. Проте 26 грудня 2022 року Олександр Ткаченко заявив, що «час прощатися з символами російсько-імперської, радянської ідеології назавжди». Також він зазначив, що уряд України схвалив проєкт документу "Про внесення змін до Закону України «Про охорону культурної спадщини»: існуватимуть правові підстави для вилучення пам'яток культурної спадщини з Державного реєстру нерухомих пам'яток України, що є символом російської імперської та радянської тоталітарної політики й ідеології.
21 березня 2023 року Верховна Рада України ухвалила Закон України «Про засудження та заборону пропаганди російської імперської політики в Україні і деколонізацію топонімії» № 7253, який надав процесам деколонізації, що тривають в Україні з початку широкомасштабного вторгнення, легітимні рамки та визначив дієві механізми. Закон про деколонізацію визнає злочинною і засуджує російську імперську політику, забороняє її пропаганду та символи та визначає — що належить до цих символів, хто, як і в які строки видаляє їх із публічного простору.
21 квітня 2023 року Президент України Володимир Зеленський підписав закон про деколонізацію.

## Хронологія подій

### 2014
- 26 листопада 2014 року Полтавська міська рада позбавила звання почесного громадянина російського співака та політика єврейського походження Йосипа Кобзона за активну підтримку терористичних організацій ДНР та ЛНР[16].

### 2016
- 4 лютого 2016 року Верховна Рада України розпочала активну декомунізаційну та дерусифікаційну політику, прийнявши Постанову «Про перейменування окремих населених пунктів та районів», якою, зокрема, перейменовано низку населених пунктів, названих на честь російських державних діячів[17]:
  - У Донецькій області:
    - селище Горького Кіровської селищної ради Дзержинської міської ради на селище Дачне

  - У Чернігівській області:
    - село Горького Олексинської сільської ради Срібнянського району на село Антішки
- 17 жовтня 2016 року міністр інфраструктури України Володимир Омелян під час апаратної наради поставив перед підлеглими завдання, що Міжнародний аеропорт «Бориспіль» та інші українські аеропорти мають позбутися російської мови та комуністичних назв[18].
- 14 грудня 2016 року Постійна комісія Київської міської ради з питань культури, туризму та інформаційної політики погодила із зауваженнями проєкт рішення «Про перейменування проспекту, бульварів, вулиць, провулків, уточнення назв та повернення історичної назви у місті Києві», якою пропонується уточнити назви двох вулиць та провулку. Зміни стосуються лише написання власних назв[19].

### 2017
- 23 травня 2017 року в газеті «Хрещатик» опубліковано ухвалені Київською міською радою «Правила розміщення рекламних засобів у місті Києві», відтак вони набули чинності. Відтоді вся реклама в столиці має бути українською мовою[20].
- 1 липня 2017 року Чернівецька міська рада перейменувала вулицю Московської Олімпіади на вулицю Січових стрільців[21].
- 26 липня 2017 року Слов'янська міська рада позбавила звання «Почесного громадянина» російського співака та політика Йосипа Кобзона[22].
- 5 жовтня 2017 року Київська міська рада ухвалила рішення «Про заходи щодо забезпечення регіональної мовної політики в місті Києві» й встановила, що в місті Києві мовою роботи, діловодства і документації всіх органів місцевого самоврядування, підприємств, установ та організацій комунальної форми власності, мовою офіційних оголошень і повідомлень є державна мова[23].
- 25 жовтня 2017 року постійна комісія Київради з питань культури підтримала уточнення назви деяких провулків та вулиць в столиці з метою їх дерусифікації[24].
- 31 жовтня 2017 року в селі Руська Лозова Харківської області було знищено пам'ятний знак на честь «Возз'єднання України з Росією»[25][неавторитетне джерело].
- 2 листопада 2017 року Житомирська обласна рада ухвалила рішення про дерусифікацію сфери послуг в області. У рішенні «Про подолання наслідків радянської окупації в мовному середовищі Житомирської області»[26] рекомендується у роботі, діловодстві і документації органів місцевого самоврядування, підприємств, установ та організацій комунальної форми власності використовувати державну мову — українську. Окрім того, українською мовою мають бути рекламні оголошення, вивіски, плакати, афіші, повідомлення та інші форми аудіо-, фото-, відеорекламної продукції, цінники на товари[27].
- 9 листопада 2017 року в Рівному почали розгляд перейменування вулиць з російськомовними назвами[28].
- 15 листопада 2017 року у відповідь на інсинуації про буцімто продаж Українського культурного центру в Москві група депутатів Верховної Ради виступила з ініціативою закрити в Україні російські культурні центри, які зокрема використовуються для забезпечення легального прикриття діяльності російських спецслужб, підривної діяльності[29].
- 12 грудня 2017 року Черкаська міська рада ухвалила рішення «Про заходи щодо забезпечення регіональної мовної політики в місті Черкаси», відповідно з яким державна мова є основною в усіх сферах життєдіяльності міста[30].
- 14 грудня 2017 року Київська обласна рада підтримала перейменування Переяслава-Хмельницького на Переяслав[31].

### 2018
- 15 лютого 2018 року сесія Кропивницької міської ради ухвалила проєкт рішення «Про заходи щодо забезпечення регіональної мовної політики». Рішення передбачає, що на території міста всі назви установ, підприємств, організацій, вивіски, плакати, афіші, публічні повідомлення, рекламні оголошення мають бути лише українською мовою. Орім того, у всіх закладах сфери громадського харчування обов'язковою повинна бути наявність меню державною мовою, яке першочергово зобов'язані пропонувати відвідувачам. А персонал насамперед має спілкуватися з клієнтами українською й переходити на іншу мову виключно на прохання споживачів[32].
- 16 лютого 2018 року Львівська міська рада підтримала ухвалу «Про регулювання мови обслуговування громадян у сфері надання послуг, торгівлі та здійснення інформування про товари та послуги у м. Львові», яка рекомендує закладам харчування та обслуговування надавати послуги українською, а також англійською мовами. Документом також зобов'язується усі вивіски, плакати, афіші, повідомлення та цінники у Львові виконувати виключно державною мовою[33].
- 22 лютого 2018 року Київська міська рада підтримала уточнення назв вулиць і провулків Києва.

За словами Максима Кобєлєва, активіста ініціативи «Дріжджі», уточнення назв Кріпосного провулку (Фортечний провулок, від Новопечерської фортеці) та Стрілкової вулиці (Стрілецька вже є, на Бахмутську) було відхилено ще на попередніх етапах процедури через те, що їхнє перейменування не підтримали кияни під час громадських обговорень.
- 22 лютого Київська міська рада перейменувала Московський міст на Північний міст[36].
- 28 лютого 2018 року Конституційний Суд України виніс рішення щодо неконституційності Закон України «Про засади державної мовної політики», чим фактично його скасував[37].
- 12 квітня 2018 року Миколаївська обласна рада провалила голосування щодо скасування статусу російської мови, як регіональної, наданого у відповідності до скасованого Закону Колесніченка-Ківалова, який втратив чинність, рішенням від 7 вересня 2012 року. За це питання проголосували 23 депутати замість 33 необхідних, 19 депутатів, присутніх на сесії, взагалі не голосували[38].
- 12 квітня Кременчуцька міська рада ухвалила рішення «Про мову обслуговування громадян у сфері надання послуг, торгівлі у м. Кременчуці»[39].
- 25 квітня 2018 року Одеська міська рада провалила проєкти рішення, яким передбачалося внесення змін до її Регламенту, прийнятого у 2015 році на виконання норм «мовного закону» Ківалова — Колесніченка[40].
- 4 травня 2018 року Генічеська районна рада Херсонської області скасувала своє рішення про визнання російської мови регіональною на території району[41].
- 31 травня 2018 року Президент України Петро Порошенко під час робочої поїздки до Івано-Франківської області підписав Указ «Про невідкладні заходи щодо зміцнення державного статусу української мови та сприяння створенню єдиного культурного простору України». Указом передбачено затвердження цільової програми на 2018—2028 роки, спрямованої на забезпечення всебічного розвитку і функціонування української мови як державної в усіх сферах суспільного життя, створення єдиного культурного простору України та збереження цілісності культури. Також йдеться про створення умов для забезпечення реалізації громадянами права на одержання інформації українською мовою, в тому числі через друковані засоби масової інформації, рекламу тощо[42][43].
- 14 червня 2018 року міський голова Володимир-Волинського підтримав ідею повернути початкову назву населеного пункту — Володимир. Після приєднання до Російської імперії у 1795 році місто офіційно перейменоване на Володимир-Волинський, аби відрізнити його від російського Владимира-на-Клязьмі[44].
- 18 червня 2018 року стало відомо, що на новий 2018—2019 навчальний рік відкриття перших класів для навчання мовами нацменшин (зокрема російською) не заплановане у Луцьку та Волинській області через відсутність запитів батьків[45].
- 2 липня 2018 року у місті Золочеві, як повідомляється на сайті Нацполіції у Львівській області, руйнування пам'ятника російському письменнику Олександру Пушкіну відбулося внаслідок природних причин — старіння та несприятливої погоди[46][47][48].
- 27 липня 2018 року у Києві було знищено пам'ятний камінь на честь Московського патріарха Кирила (в миру — Володимира Гундяєва)[49][неавторитетне джерело].
- 31 липня 2018 року Миколаївським окружним адміністративним судом задоволено позов першого заступника прокурора Миколаївської області про визнання протиправним та не чинним рішення Миколаївської обласної ради від 07.09.2012 № 4 «Про реалізацію вимог Закону України „Про засади державної мовної політики“ у Миколаївській області»[50][51].
- У вересні 2018 року прокуратура Донеччини звернулася з вимогою скасувати рішення обласної ради, яким російську мову на території області визнано регіональною. Також зазначається, що з метою скасування незаконних рішень територіальних рад, прийнятих з зазначених питань, Волноваською, Костянтинівською, Слов'янською та Краматорською місцевими прокуратурами пред'явлено 6 позовних заяи, які були спрямовані до суду[52].
- 4 жовтня 2018 року 261 депутат Верховної Ради України проголосував за законопроєкт «Про забезпечення функціонування української мови як державної» № 5670-д у першому читанні[53]. Підготовка законопроєкту до другого читання тривала майже чотири місяця. За цей час комітет Верховної Ради України з питань культури та духовності опрацював понад дві тисячі поправок, які надійшли від народних депутатів. Документом пропонувалося, зокрема, створити Національну комісію зі стандартів державної мови та запровадити посаду уповноваженого із захисту державної мови.
- 19 жовтня Херсонська міська рада скасувала рішення про надання російській мові статусу регіональної мови[54].
- 6 грудня 2018 року Київська міська рада перейменувала Новоросійську площу на Чернігівську, а також вулицю Толстого на вулицю Володимира Беца[55].
- 6 грудня депутати Харківської обласної ради проголосували за скасування рішення про призначення російській мові регіонального статусу. Текст рішення облради розміщено в базі документів під № 883-7 «Про визнання такими, що втратили чинність, деяких рішень обласної ради від 6 грудня 2018 року»[56][57][58].
- 14 грудня 2018 року депутати Херсонської обласної ради проголосували за позбавлення російської мови статусу регіональної. На підтримку відповідного рішення проголосували 45 депутатів. Під час голосування в сесійній залі були присутні 49 депутатів[59].

### 2019
- 11 лютого 2019 року Генеральна прокуратура України повідомила про скасування рішення Харківської міської ради від 6 серпня 2014 року про присвоєння Олександру Шишкіну, члену Ради РФ з оборони та безпеки, звання почесного громадянина Харкова за підтримку збройної агресії проти України[60].
- 17 квітня 2019 року Кабінет Міністрів України ухвалив рішення щодо перейменування порту «Южний» у Морський торговельний порт «Південний»[61].
- 25 квітня 2019 року Верховна Рада ухвалила закон «Про забезпечення функціонування української мови як державної» в другому читанні[62].
- 6 травня 2019 року Дніпропетровський окружний адміністративний суд скасував рішення про надання російській мові у місті Дніпро статусу регіональної мови[63].
- 14 травня 2019 року Верховна Рада України відхилила проєкти постанов, які блокували підписання раніше ухваленого закону про функціонування української мови як державної. Голова Верховної Ради Андрій Парубій підписав закон про функціонування української мови як державної[64].
- 15 травня 2019 року Президент України Петро Порошенко підписав Закон «Про забезпечення функціонування української мови як державної»[65].
- 16 травня 2019 року закон було опубліковано у виданні «Голос України», який набрав чинності за два місяці з дня опублікування[66].
- 7 червня 2019 року Донецький окружний адміністративний суд скасував рішення про надання російській мові у Донецькій області статусу регіональної мови[67].
- 26 вересня 2019 року Голубівська сільська рада Луганської області скасувала рішення про надання російській мові статусу регіональної мови[68].
- 1 жовтня 2019 року Нововодянська сільська рада Луганської області скасувала рішення про надання російській мові статусу регіональної мови[68].
- 3 жовтня 2019 року Єпіфанівська сільська рада Луганської області скасувала рішення про надання російській мові статусу регіональної мови[68].
- 16 жовтня 2019 року Харківська міська рада перейменувала станцію Харківського метрополітену «Московський проспект» в станцію «Турбоатом»[69].
- 30 жовтня 2019 року Верховна Рада України відновила місту Переяслав-Хмельницький історичну назву Переяслав[70][71]. Зроблено це було після звернення міської ради[72][73].
- 4 листопада 2019 року Макіївська сільська рада Луганської області скасувала рішення про надання російській мові статусу регіональної мови[68].
- 7 листопада 2019 року Новомикільська сільська рада Луганської області скасувала рішення про надання російській мові статусу регіональної мови[68].
- 14 листопада 2019 року Київська міська рада перейменувала проспект Космонавта Комарова в проспект Любомира Гузара, а також вулицю Виборзьку на вулицю Олекси Тихого[74].
- 21 листопада 2019 року Михайлівська сільська рада Луганської області скасувала рішення про надання російській мові статусу регіональної мови[68].

### 2020
- 28 липня 2020 року Київська міська рада підтримала рішення перейменувати вулицю Російську у Дарницькому районі на честь героя російсько-української війни Юрія Литвинського[75].
- 12 серпня 2020 року у Харкові остаточно перейменовано станцію метрополітену Московський проспект на станцію «Турбоатом»[76].
- 19 серпня 2020 року Одеський окружний адміністративний суд скасував рішення про надання російській мові у місті Одеса статусу регіональної мови[77].
- 9 жовтня 2020 року Кабінет Міністрів України прийняв Постанову «Про перейменування деяких територій та об'єктів природно-заповідного фонду», якою, зокрема, було перейменовано[78]:
  - У Вінницькій області:
    - Парк-пам'ятку садово-паркового мистецтва загальнодержавного значення «Центральний парк культури і відпочинку імені Горького» на Парк-пам'ятку садово-паркового мистецтва загальнодержавного значення «Центральний парк імені М. Леонтовича»

  - У Запорізькій області:
    - Парк-пам'ятку садово-паркового мистецтва загальнодержавного значення «Парк імені Горького» на Парк-пам'ятку садово-паркового мистецтва загальнодержавного значення «Парк „Новоолександрівський“»
- 23 жовтня 2020 року Запорізький окружний адміністративний суд скасував рішення про надання російській мові в місті Запоріжжі статусу регіональної мови[79].
- 4 грудня 2020 року Одеський окружний адміністративний суд скасував рішення про надання російській мові у Одеській області статусу регіональної мови[80].
- 11 грудня 2020 року Старобільська міська рада Луганської області скасувала рішення про надання російській мові статусу регіональної мови[68].

### 2021
- 13 січня 2021 року Рубіжанська міська рада Луганської області скасувала рішення про надання російській мові статусу регіональної мови[68].
- 5 лютого 2021 року Новоград-Волинська міська рада повідомила, що створила робочу групу після подання пропозицій щодо повернення місту історичної назви — Звягель, бо назва Новоград-Волинський вважалася колоніальною, що була введена Катериною II після захоплення територій Речі Посполитої відповідно до Указу від 5 липня 1795 року[81].
- 24 березня 2021 року Запорізький окружний адміністративний суд скасував рішення про надання російській мові у Запорізькій області статусу регіональної мови[82].
- 14 травня 2021 року Болградська окружна прокуратура звернулась до Одеського окружного адміністративного суду з проханням визнати незаконним та скасувати рішення Болградської районної ради від 25 липня 2013 року про надання російській мові статусу регіональної. Уповноважений із захисту державної мови Тарас Кремінь зазначав, що на 1 червня залишаються чинними рішення про «регіональні мови» Дніпропетровської та Луганської обласних рад, Болградської міської та районної ради Одеської області, Волоківської, Тарасовецької, Прутської, Великобудської та Острицької сільських рад Закарпатської області[83].
- 24 травня 2021 року Харківський окружний адміністративний суд скасував рішення про надання російській мові у місті Харкові статусу регіональної мови[84].
- 4 червня 2021 року чергова сесія Володимир-Волинської міської ради запустила процес повернення місту історичної назви Володимир. Таку ініціативу підтримав міський голова Ігор Пальонка. Згідно з цим рішенням було створено робочу групу з питання перейменування міста, надалі проведені громадські слухання, за результатами яких міська рада порушила клопотання перед Волинською обласною радою щодо внесення подання до Верховної Ради України про перейменування міста[85]. 5 липня 2021 року утворена робоча група, а також тривало громадське обговорення щодо перейменування[86].
- 8 червня 2021 року Кропивницька міська рада перейменувала вулицю, яка була названа на честь російського терориста Степана Халтуріна, на вулицю Семена Дорогого[87].
- 10 червня 2021 року Подільська міська рада Одеської області перейменувала топоніми села Липецького[88]:
- 17 червня 2021 року Судилківська сільська рада перейменувала:
- 1 липня 2021 року Верховна Рада України відновила селищу міського типу Новгородське історичну назву Нью-Йорк. Попередня назва була дана населеному пункту 19 жовтня 1951 року, під час Холодної війни, з ідеологічних причин[89].
- 1 липня Ужгородська міська рада перейменувала вулицю Леоніда Говорова на вулицю Івана Фірцака[90].
- 8 липня 2021 року Миколаївський окружний адміністративний суд скасував рішення про надання російській мові у місті Миколаєві статусу регіональної мови[91].
- 13 липня 2021 року Марганецька міська рада Нікопольського району перейменувала Московську вулицю на честь Андрія Стародуба — кіборга та загиблого героя російсько-української війни[92].
- 14 липня 2021 року Хмельницька міська рада Вінницької області перейменувала низку вулиць і провулків із російськими назвами[93]:
- 14 липня Конституційний суд України визнав таким, що відповідає Конституції, Закон України «Про забезпечення функціонування української мови як державної»[94].
- 31 липня 2021 року Володимир-Волинська міська рада не підтримала пропозиції щодо перейменування міста на Володимир, а також Ладомир. Водночас, документи щодо попереднього перейменування міста (додавання приставки «Волинський») на даний час вважаються втраченими — історики проводили дослідження у Центральному державному історичному архіві міста Київ, у державному архіві Волинської області, де зберігаються документи Володимирського міського магістрату Володимирського городничого правління м. Володимира за 1794—1806 роки, однак не знайшли жодного документу, в якому говорилося б про перейменування чи зміну назви міста Володимир[95].
- 6 серпня 2021 року Чемеровецька селищна рада перейменувала низку топонімів.
- 12 серпня 2021 року Любашівська селищна рада перейменувала низку топонімів.
- 13 серпня 2021 року Дніпропетровський окружний адміністративний суд скасував рішення про надання російській мові у Дніпропетровський області статусу регіональної мови[96].
- 25 серпня 2021 року міський голова Володимир-Волинського Ігор Пальонка видав розпорядження «Про проведення громадських слухань щодо повернення місту Володимиру-Волинському історичної назви „Володимир“» та ініціював початок проведення громадських слухань, які відулися 9 вересня 2021 року у культурно-мистецькому центрі міста[97].
- 4 вересня 2021 року Володимирецька селищна рада перейменувала у селі Зелене вулицю Островського на вулицю Поліську[98].
- 6 вересня 2021 року у Києві було демонтовано пам'ятний знак, присвячений дружбі Києва та Москви. Київська міська рада прийняла відповідне рішення ще 8 липня[99].
- 9 вересня 2021 року під час громадських слухань було підтримано перейменування Володимир-Волинського на Володимир[100].
- 15 вересня 2021 року Ярмолинецька селищна рада перейменувала у с. Ярмолинці вулицю Горького на вулицю Зелену.
- 16 вересня 2021 року Городенківська міська рада перейменувала у селі Олієво-Корнів вулицю Горького на вулицю Тиху.
- 1 жовтня 2021 року Володимир-Волинська міська рада підтримала повернення місту назви Володимир[101].
- 1 жовтня Шепетівська міська рада перейменувала низку топонімів.[102]:
- 7 жовтня 2021 року Заболотівська селищна рада перейменувала в селі Троїця Коломийського району Івано-Франківської області вулицю Мічуріна на вулицю Діброву.
- 20 жовтня 2021 року Хмельницька міська рада перейменувала низку вулиць з колоніальними назвами[103]:
- 20 жовтня 2021 року Волинська обласна рада підтримала перейменування міста Володимир-Волинський на місто Володимир[104].
- 26 жовтня 2021 року Наркевицька селищна рада перейменувала в с. Баглаї вулицю Декабристів на вулицю Зоряну.
- 2 листопада 2021 року Ямпільська міська рада перейменувала низку топонімів.
- 4 листопада 2021 року Київська міська рада перейменувала низьку вулиць і провулків.[105]
- 12 листопада 2021 року Уповноважений Верховної Ради із захисту державної мови Тарас Кремінь заявив про необхідність привести назви всіх населених пунктів у відповідність до норм державної мови. Були зазначені такі населені пункти, як Арбузинка, Сєвєродонецьк, Южноукраїнськ, Южне, Спокойствіє, Надєждівка, Переводчикове, Луч, Первомайське, Первомайськ тощо[106].
- 18 листопада 2021 року Рівненська міська рада перейменувала вулицю Островського на вулицю Покровську[107].

### 2022

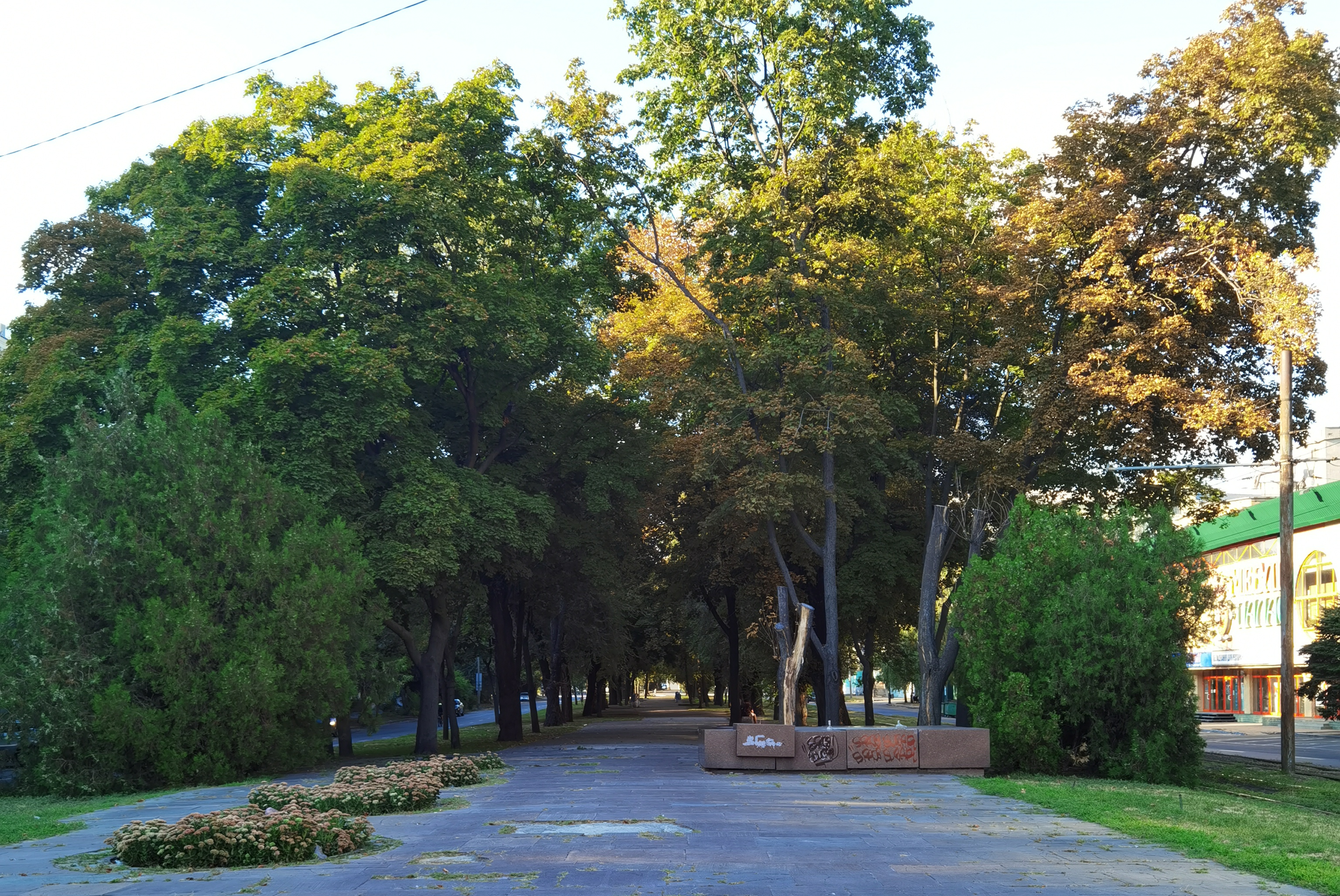
П'ядестал від знесеного пам'ятника Горькому у Дніпрі

- П'ядестал від знесеного пам'ятника Горькому у Дніпрі21 квітня в місті Дніпрі перейменовано понад 30 вулиць, які раніше мали назви на честь російських та радянських діячів.[108]
- 26 квітня 2022 року в місті Києві було демонтовано бронзову скульптурну групу українця та росіянина. Цікавим є те, що під час демонтажу у скульптури, яка символізувала росіянина, відвалилася голова.
- 28 квітня 2022 року у місті Хмельницькому дерусифікували назви вулиць.
- 28 квітня у Мукачівській громаді на Закарпатті перейменували 79 вулиць, які раніше мали російські та радянські назви[109].
- 4 червня 2022 року у місті Києві було демонтовано меморіальну дошку Льву Толстому.
- Робоча група Міністерства освіти і науки України під час засідання 16 червня ухвалила рішення про вилучення зі шкільних підручників більше 40 творів радянських та російських авторів, включаючи Олександра Пушкіна[110].
- 28 червня 2022 року Cityhost.ua запустили ініціативу з дерусифікації українських доменів. Основна мета — збільшити кількість українських сайтів у правильних зонах[111]. Як зазначає реєстратор доменних імен — чимало українських сайтів функціонує на географічних доменах у національній зоні UA. Але якщо уважно придивитися, то можна помітити, що значна частина таких доменів транслітеровані з російської мови — наприклад, odessa.ua, kiev.ua, rovno.ua. Одна з причин такої ситуації в тому, що русифіковані домени запускалися першими, і вже пізніше з'явилися правильні українські аналоги — odesa.ua, kyiv.ua, rivne.ua[112].
- 29 червня 2022 року в місті Дніпрі дерусифікували назви 21 вулиці[113].
- 30 червня 2022 року у Львові та населених пунктах Львівської міської громади перейменували в межах дерусифікації ряд вулиць.[114].
- 1 липня 2022 року експертна група з перейменувань вулиць та площ Києва за напрямком дерусифікації завершила роботу та представила свої остаточні варіанти на затвердження комісій Київради[115].
- 1 липня було прийнято рішення про перейменування вулиць в Іванківській селищній громаді на Київщині[116].
- 8 липня 2022 року у місті Рівному дерусифікували назви вулиць.
- 18 липня 2022 року Верховна Рада перейменувала Володимир-Волинський район на Володимирський, услід за поверненням місту історичної назви Володимир[117].
- 19 липня в Кривому Розі Криворізький залізорудний комбінат перейменував шахту «Октябрська» на «Покровську»[118].
- 22 липня 2022 року в Хустській громаді на Закарпатті перейменовано 60 вулиць[119].
- 25 липня 2022 року в місті Славутичі на Київщині дерусифікували ряд топонімів міста. Зокрема, Московський квартал було перейменовано на Поліський, Бєлгородський — на Дніпровський, а Невський — на Деснянський. Також були дерусифіковані назви вулиць.
- 28 липня 2022 року в місті Біла Церква на Київщині дерусифікували назви 84 вулиць[120].
- 28 липня в Чернігові дерусифікували назви вулиць.[121]
- 12 серпня 2022 року в місті Кременчуці на Полтавщині перейменували вулиці, які раніше називалися на честь російських та радянських діячів[122].
- 18 серпня 2022 року в місті Львові перейменували в межах дерусифікації 20 вулиць.[123]
- 25 серпня 2022 року в Києві перейменували в межах дерусифікації 95 топонімів міста[124].
- 29 серпня 2022 року в місті Ніжині на Чернігівщині перейменували в межах дерусифікації 56 вулиць[125].
- 30 серпня 2022 року в Мереф'янській міській громаді на Харківщині перейменували 62 вулиці, які раніше називалися на честь російських та радянських діячів[126].
- 31 серпня 2022 року в Пирятинській громаді на Полтавщині перейменували в межах дерусифікації 53 вулиці[127].
- 8 вересня 2022 року в місті Києві перейменували вулиці, які раніше мали російські та радянські назви.[128]
- 22 вересня 2022 року у Роздільнянській міській територіальній громаді Одеської області міською радою було перейменовано 25 вулиць та 10 провулків у місті та селах громади[129].
- 27 жовтня 2022 року в місті Києві перейменували ще вулиці, які раніше мали російські та радянські назви.[130]
- 28 жовтня 2022 року в місті Чернівці для дерусифікації перейменували майже 60 вулиць, провулків та проїздів.[131]
- 10 листопада 2022 року в місті Києві перейменували ще кілька вулиць, які раніше мали російські та радянські назви.[132]

### 2023
17 березня 2023 року Запорізька міська рада перейменувала парк у Хортицькому районі та дві вулиці.
3 травня 2023 року в Одесі було перейменовано два міські райони: Малиновський та Суворовський на Хаджибейський та Пересипський. Також було перейменовано низку вулиць.
10 листопада Кабінет Міністрів України ухвалив рішення про вилучення з Державного реєстру нерухомих пам'яток культурної спадщини національного значення пам'ятників російському письменнику Олександру Пушкіну, більшовицькому ватажку Миколі Щорсу, а також іншим російським та радянським діячам. Відповідна постанова ініційована та розроблена Міністерством культури та інформаційної політики України. 15 листопада пам'ятник Олександру Пушкіну в місті Київ було демонтовано.

### 2024
У березні члени парламентського комітету з питань місцевого самоврядування схвалили нові топоніми для 109 населених пунктів в Україні.
18 вересня 2024 року Верховна Рада України не змогла ухвалити перейменування 333 населених пунктів, які мають російське та радянське походження. Наступного дня, Верховна Рада ухвалила перейменування 327 населених пунктів, зокрема: Новомосковськ на Самар, Червоноград на Шептицький, Красноград на Берестин, Сєвєродонецьк на Сіверськодонецьк тощо. Міста Южне, Южноукраїнськ, Павлоград, Синельникове, Первомайськ будуть розглядатись окремо.
9 жовтня 2024 року Верховна Рада України ухвалила перейменування міст Южне та Южноукраїнськ, вони були перейменовані на Південне та Південноукраїнськ відповідно.

## Спроби повернення колоніальних назв та інший спротив дерусифікації
- 25 лютого 2021 року Черкаська міська рада проголосувала за перейменування 7 вулиць та одного провулку. Вулиця Волкова була перейменована на Івана Мазепи, Крилова — на Василя Стуса, Можайського — на Степана Бандери, Титова — на Титарна, Стасова — на Митрополита Липківського, Пацаєва — на Петра Дорошенка, Добровольського — на Сінну, провулок Невського — на провулок Хмільник. Однак це рішення було ветоване міським головою Анатолієм Бондаренком[142].
- 11 березня 2021 року Черкаська міська рада не змогла подолати вето міського голови щодо перейменування вулиць[143].
- 18 листопада 2021 року Первомайська міська рада відмовила Уповноваженому Верховної Ради з захисту державної мови Тарасу Кременю у порушенні питання перейменування міста Первомайськ.
- На честь дня народження російського письменника Михайла Булгакова 15 травня 2023 року в Києві, на стіні Музею Булгакова, філії Музею історії Києва, йому було встановлено нову меморіальну дошку[144].

## Топоніми, що підлягають перейменуванню
Перелік топонімів, які не відповідають нормам української мови, затверджений Рішенням № 230 Національної комісії зі стандартів державної мови від 22 червня 2023 року та Рішенням № 231 для Автономної Республіки Крим від 27 червня 2023 року.
Також перелік назв населених пунктів, які містять символіку російської імперської політики було складено УІНП. До переліку поки що не увійшли населені пункти, які розташовані на тимчасово окупованій території України. Цей перелік не є вичерпним і буде доповнюватися. Упродовж наступних шести місяців, до 27 січня 2024 року, місцева влада повинна подати до Верховної Ради України свої пропозиції назв для тих населених пунктів, які підпадають під перейменування відповідно до закону.

### Мовні
- Авіловка
- Алексєєвка
- Альошинське
- Апрелівка
- Апрелівське
- Арбузівка
- Арбузинка
- Арбузове
- Армянськ
- Атаманське
- Бакланова Муравійка
- Беззаботівка
- Безмятежне
- Безуглівка
- Бережесть
- Березова Роща
- Беседівка
- Богдано-Надеждівка
- Бредихине
- Буда-Вороб'ївська
- Будо-Вороб'ї
- Велика Безуглівка
- Велика Медведівка
- Верхні Орішники
- Вершинова Муравійка
- Вигон
- Водоток
- Волна
- Волнухине
- Вороб'їв
- Вороб'ївка
- Вороб'ївщина
- Воробіївка
- Воробйове
- Восточне
- Восход
- Времівка
- Глінка
- Гражданка
- Дар-Надежда
- Дебрі
- Добролюбовка
- Довга Пустош
- Дремове
- Дремлюги
- Дубно
- Дубравка
- Єлівка
- Єліне
- Єльне
- Задорне
- Закроівщина
- Защита
- Звонецьке
- Звонецький Хутір
- Ізвесткове
- Ізлучисте
- Ізобільне
- Ізумрудне
- Ірміно
- Іскрене
- Істочне
- Казначеївка
- Каменка
- Капитолівка
- Карабинівка
- Клочки
- Кольцове
- Коренівка
- Кореньок
- Косточки
- Кошечки
- Красний Луч
- Крестянівка
- Крива Пустош
- Криловка
- Кудрине
- Кудринці
- Кудрівка
- Кудряве
- Кудрявка
- Кудрявське
- Кудряшівка
- Кузнеці
- Кузнецівка
- Кузнецове
- Кузнецово-Михайлівка
- Кузнецьке
- Кукушкіне
- Кучі
- Кучівка
- Кучківка
- Ландишове
- Лебедєве
- Лікарственне
- Лічебне
- Лосєва Слобода
- Луч
- Лучисте
- Лучове
- Любиме
- Любо-Надеждівка
- Майське
- Маркеєв
- Медведеве
- Медведиха
- Медведівка
- Медведівці
- Медвежа
- Медвежа Балка
- Медвежанка
- Медвеже Вушко
- Медвежий
- Медвідка
- Метьолкіне
- Миндальне
- Мишутине
- Мурав'ї
- Муравейник
- Муравейня
- Найденівка
- Найдьонівка
- Научний
- Надежда
- Надеждине
- Надеждівка
- Нечаяне
- Нижні Орішники
- Нові Вороб'ї
- Новий Посьолок
- Новомайське
- Новонадеждине
- Новопостроєне
- Обільне
- Обратне
- Обрив
- Обривка
- Оврагове
- Овражки
- Овражне
- Огурцівка
- Одиноке
- Опитне
- Оползневе
- Охотники
- Охотникове
- Охотниче
- Первомайськ
- Первомайське
- Первомайський
- Переводчикове
- Питомник
- Побєда
- Побєдне
- Побєдине
- Подспор'є
- Пожарна Балка
- Пойма
- Потеряйки
- Потеряйки-Горові
- Потихонове
- Прохладне
- Прелесне
- Приовражне
- Приют
- Приютівка
- Приютне
- Приятне Свідання
- Пруди
- Прудище
- Прудникове
- Прудове
- Птиче
- Пчільники
- Пчолине
- Путепровід
- Радужне
- Рождественське
- Розове
- Розовий
- Ростуще
- Рубашкине
- Рублівка
- Руднєве
- Руч'ї
- Рябина
- Саблине
- Сапогів
- Сапогове
- Сапожин
- Сапожине
- Сапожків Хутір
- Саранчине
- Саранчівка
- Саранчова Долина
- Свободне
- Сені
- Сергієва Балка
- Сєверне
- Сєверний
- Сєверо-Гундорівський
- Сєдово-Василівка
- Сєрноводське
- Сєрове
- Сиделівка
- Сирень
- Скворцівка
- Скворцове
- Сосулівка
- Старе Давидково
- Старі Вороб'ї
- Строївка
- Строїтель
- Стройне
- Судьбинка
- Тараканів
- Токарєве
- Трудродительське
- Труженка
- Угли
- Углище
- Углова Рудня
- Углове
- Углуватка
- Удобне
- Ужівка
- Ужова
- Уїздці
- Улиця
- Упорне
- Усатове
- Усівка
- Усове
- Утішне
- Уткине
- Уткіне
- Утконосівка
- Утьос
- Учебне
- Уютне
- Хмельове
- Хмельовик
- Хренів
- Хрустальне
- Хрустальний
- Цвітне
- Цвітні Піски
- Цвітова
- Цвітове
- Цвіткове
- Цвітоха
- Цвіточне
- Цвітуще
- Цвітянка
- Черемуха
- Черемухівка
- Черемушна
- Чумальово
- Щебетовка
- Щекине
- Щекинське
- Южна Ломуватка
- Южне

### Ідеологічні
- Амурське
- Архангелівка
- Архангельська Слобода
- Архангельське
- Астраханка
- Бєлінське
- Бородіно
- Брянське
- Булавинівка
- Велика Рублівка
- Вересневе
- Верхньодрагунське
- Верхня Кутузовка
- Вільноуланівське
- Внукове
- Геленджик
- Глинка
- Глінка
- Годунівка
- Горького
- Гусарка
- Дар'їно-Єрмаківка
- Донська Балка
- Донське
- Донцівка
- Донцівщина
- Єлизаветпілля
- Єлизаветпіль
- Єрмакове
- Желябовка
- Зірниця
- Іжевка
- Іскра
- Кавказ
- Калмиківка
- Калуга
- Коломенське
- Комісарове
- Костромка
- Красна Балка
- Красна Воля
- Красна Долина
- Красна Зорька
- Красна Зоря
- Красна Поляна
- Красна Слобода
- Красне
- Красний Кут
- Красний Лиман
- Красний Луг
- Красний Луч
- Красний Мак
- Красний Під
- Красний Яр
- Красні Лози
- Красноволиця
- Красногірка
- Красногірське
- Красногорівка
- Красногригорівка
- Краснодарка
- Краснодольне
- Краснокам'янка
- Краснолісся
- Краснопілка
- Краснопілля
- Краснопіль
- Краснорічка
- Красноселівка
- Красносілка
- Красносілля
- Красносільське
- Красностав
- Красноярка
- Красноярське
- Краснянське
- Кропоткіне
- Кунцеве
- Липецька Поляна
- Липецьке
- Ломоносове
- Луб'янка
- Менделєєве
- Менделєєвка
- Мечнікове
- Мічурінівка
- Мічурінське
- Москаленка
- Москаленки
- Москалі
- Москалівка
- Москальцівка
- Москвитянівка
- Москівщина
- Московка
- Московське
- Нахімове
- Невське
- Некрасове
- Некрасовка
- Нижня Кутузовка
- Новий Кавказ
- Новоархангельськ
- Осипенко
- Охотське
- Панфіловка
- Пожарське
- Поліно-Осипенкове
- Пушкіне
- Рєпіне
- Рилєєвка
- Романово-Булгакове
- Ростов
- Скобелеве
- Суворове
- Суворовське
- Сусаніне
- Таганка
- Тамбовка
- Тімірязєве
- Тімірязєвка
- Толстой
- Тургенєве
- Тургенєвка
- Уварівка
- Уварове
- Улянівка
- Урало-Кавказ
- Уралове
- Царедарівка
- Царівка
- Чайковське
- Червона Поляна
- Червона Слобода
- Червоне
- Червоний Бір
- Черемисівка
- Червонопопівка
- Червоносілка
- Чехова
- Чехове
- Чкалове
- Черемушки
- Ясна Поляна

#### Вулиці, провулки, проспекти, площі
- Московська вулиця
- Московський провулок
- вулиця Мініна — на честь російського національного героя Кузьми Мініна
- вулиця Пушкіна — на честь російського  поета Олександра Пушкіна
- Пушкінська вулиця
- вулиця Пожарського — на честь російського національного героя Дмитра Пожарського
- вулиця Достоєвського — на честь російського письменника Федора Достоєвського
- вулиця Булгакова
- вулиця Гагаріна
- проспект Гагаріна
- вулиця Глінки
- вулиця Горького
- вулиця Єрмака
- провулок Єрмака
- вулиця Єсеніна
- вулиця Желябова
- вулиця Комарова[2]
- вулиця Кутузова
- вулиця Лермонтова
- вулиця Ломоносова
- вулиця Маяковського
- проспект Маяковського
- вулиця Менделєєва
- вулиця Мічуріна
- вулиця Нахімова
- вулиця Некрасова
- вулиця Панфіловців
- провулок Панфіловців
- вулиця Маршала Пересипкіна (м. Горлівка)
- Потьомкінська вулиця
- вулиця Суворова[2]
- вулиця Толстого
- вулиця Льва Толстого[2]
- вулиця Тургенєва
- вулиця Чайковського
- провулок Чайковського
- вулиця Челюскінців
- вулиця Чернишевського
- Чернишевська вулиця (м. Харків)
- вулиця Чехова
- вулиця Чкалова
- Абаканська вулиця
- Алтайська вулиця
- Амурська вулиця
- Анапська вулиця
- Архангельська вулиця
- Астраханська вулиця
- Астраханський провулок
- Байкальська вулиця
- Білгородська вулиця
- Біломорська вулиця
- Брянська вулиця
- Волгоградська вулиця
- Волго-Донська вулиця
- Волго-Донський провулок
- Вологодська вулиця
- Волзька вулиця
- Волзький провулок
- Волховська вулиця
- Волховський провулок
- Грозненська вулиця
- Дагестанська вулиця
- Донська вулиця
- Єнісейська вулиця
- Жигулівська вулиця
- Іжевська вулиця
- Іртиська вулиця
- Кавказька вулиця
- Казанська вулиця
- Кемеровська вулиця
- Кисловодська вулиця
- Кисловодський провулок
- Костромська вулиця
- Красноводська вулиця
- Красноводський провулок
- Краснодарська вулиця
- Кронштадтська вулиця
- Кузбаська вулиця
- Кузбаський провулок
- Курська вулиця
- Кустанайська вулиця
- Кустанайський провулок
- Магнітогорський провулок
- Майкопська вулиця
- Майкопський провулок
- Москворіцька вулиця
- Муромська вулиця
- Мурманська вулиця
- Невська вулиця
- Невський провулок
- Новгородська вулиця
- Новоросійська вулиця
- Орловська вулиця
- Орловський провулок
- Орська вулиця
- Охотська вулиця
- П'ятигорська вулиця
- П'ятигорський провулок
- Пітерська вулиця
- Псковська вулиця
- Псковський провулок
- Ржевський провулок
- Ростовська вулиця
- Рязанська вулиця
- Саратовська вулиця
- Смоленська вулиця
- Смоленський провулок
- Ставропольська вулиця
- Ставропольський провулок
- Суздальська вулиця
- Таганрогська вулиця
- Тагільська вулиця
- Тагільський провулок
- Тамбовська вулиця
- Тверська вулиця
- Тихорєцька вулиця
- Тихорєцький провулок
- Тобольська вулиця
- Тульська вулиця
- Тульський провулок
- Уральська вулиця
- Уральський провулок
- Уссурійська вулиця
- Хабаровська вулиця
- Холмогорська вулиця
- Челябінська вулиця
- Якутська вулиця

## Підтримка
За повну дерусифікацію в Україні виступали:
- професор, доктор фізико-математичних наук Олександр Боргардт[149]
- журналіст та письменник Отар Довженко[150]
- доктор філологічних наук, професор Київського національного університету ім. Тараса Шевченка, академік АН ВШ України Олександр Пономарів[151]
- письменник Іван Дзюба
- громадський активіст Сергій Стерненко
- голова Українського інституту національної пам'яті Володимир В'ятрович[152][153].

## Динаміка
Показник української мови на українському телебаченні
| Рік                       | 2011   | 2012   | 2013   | 2014   | 2015   | 2016   | 2017   | 2018   | 2019   | 2020 |
| ------------------------- | ------ | ------ | ------ | ------ | ------ | ------ | ------ | ------ | ------ | ---- |
| Відсоток української мови | 22,2 % | 27,9 % | 31,8 % | 30,3 % | 30,3 % | 30,6 % | 39,2 % | 64,4 % | 92,0 % | ?    |

Показник української мови на українському радіо
| Рік                       | 2011  | 2012  | 2013  | 2014  | 2015  | 2016   | 2017   | 2018   | 2019   | 2020 |
| ------------------------- | ----- | ----- | ----- | ----- | ----- | ------ | ------ | ------ | ------ | ---- |
| Відсоток української мови | 4,6 % | 3,4 % | 2,2 % | 5,0 % | 4,9 % | 30,0 % | 32,0 % | 54,0 % | 57,0 % | ?    |

Показник шкіл в Україні з українською мовою викладання
| Рік                       | 1955   | 1986   | 1991   | 1992   | 1994   | 1996   | 1998   | 2005   | 2006   | 2007   | 2011   | 2012   | 2017   | 2018   | 2019 | З 2020 |
| ------------------------- | ------ | ------ | ------ | ------ | ------ | ------ | ------ | ------ | ------ | ------ | ------ | ------ | ------ | ------ | ---- | ------ |
| Відсоток української мови | 72,8 % | 40,6 % | 49,3 % | 51,4 % | 56,5 % | 60,0 % | 65,0 % | 77,0 % | 78,0 % | 79,0 % | 82,2 % | 81,9 % | 90,0 % | 92,0 % | ?    | 100 %. |

## Русифікаційні історичні міфи
Дерусифікацією є також боротьба з локальними русифікаційними історичними міфами — міфами, метою яких є так зване «обґрунтування» русифікації українських міст. До таких російських локальних історичних міфів зокрема відносяться такі міфи як «Київ завжди розмовляв російською», «Одеса — Південна Пальміра» («Північною Пальмірою» у Російській імперії називали Санкт-Петербург) тощо.

### Пам'ятники
- Герби російської імперії присутні на низці історичних пам'яток національного значення, перебудованих за її часів.
- Пам'ятник Булгакову[165]
- Пам'ятник кадетам (білогвардійським) у Києві[166][167][168]
- Пам'ятник князю Воронцову в Одесі
- Державний історико-культурний заповідник «Поле Полтавської битви»
  - Пам'ятник коменданту фортеці Олексію Келіну.
  - Пам'ятник на місці відпочинку Петра I.
  - Монумент Слави в Полтаві
  - Статуя Петра І в Полтаві.
- пам'ятник російсько-української дружби у Харкові.[169]
- Пам'ятник Олександрові Невському на Шахтарській площі Донецька (серпень 2011).
- Олександрівська колона в Одесі.
- Меморіал Борцям Революції в Луганську
- Сквер Слави героїв громадянської війни в Луганську
- Пам'ятник Зої Космодем'янській в Конотопі[170]
- Пам'ятник Зої Космодем'янській в Нових Санжарах[171]
- Пам'ятник Зої Космодем'янській в Харкові[172]
- Пам'ятник Зої Космодем'янській в Чорноморці[173]

#### Демонтовані
- Пам'ятник Іскрі та Кочубею.
- пам'ятник на честь «возз'єднання України з Росією» — Переяславської ради у композиції Арки дружби народів у Києві[174]
- пам'ятник 1979 року, споруджений під назвою «Навіки разом»; встановлено на відзначення 300-річчя «возз'єднання» Гетьманщини з Московським царством у Переяславі.
- Пам'ятник Зої Космодем'янській в Києві
- Пам'ятник Зої Космодем'янській в Чернігові[175]
- Пам'ятник Зої Космодем'янській в Нововолинську[176]
- Пам'ятник Зої Космодем'янській в селі Приборжавське[177]
- Пам'ятник Зої Космодем'янській в Чорткові[178]
- пам'ятник політичному діячу російської імперії і фавориту Катерини II князю Григорію Потьомкіну у Миколаєві.[179]
- російськими окупантами було демонтовано та вивезено пам'ятник князю Потьомкіну Таврійському у Херсоні[180]
- Пам'ятник Олександрові Невському у Харкові.
- Пам'ятник Олександрові Пушкіну у Тернополі.
- Пам'ятник Олександрові Пушкіну у Чернігові.
- Пам'ятник Олександрові Пушкіну у Миколаєві
- Пам'ятник Олександрові Пушкіну у Києві.
- Пам'ятник Олександрові Пушкіну у Житомирі.
- Пам'ятник Олександрові Пушкіну в Запоріжжі.
- пам'ятник російсько-української дружби у композиції Арки дружби народів у Києві
- Монумент «на честь 300-річчя возз'єднання України з Росією» в Переяславі[181]
- Пам'ятник «Засновникам Одеси».
- Пам'ятник Олександрові Суворову в Ізмаїлі.
- Пам'ятник Олександрові Суворову в Одесі.
- Пам'ятник Олександрові Суворову в Тульчині.

### Релігія
- Літургічна мова (Московський ізвод (старий/новий) церковно-слов'янської мови)[182][183]
- Храмові святі: Олександр Невський (мілітарія), Андрій Боголюбський (претензія на Київ, Боголюбська ікона Божої Матері[ru]), Казанська ікона Богородиці (Казанська ікона Божої Матері-пропаганда різанини),[184] Матрона Московська, Ксенія Петербурзька[185]